# 雪ん子!!
『雪ん子!!』（ゆきんこ!!）は、五十嵐かおるによる日本の漫画作品。

## 概要
『ちゃお』（小学館）にて2000年9月号と10月号に発表された。北海道ジュニアアクターズスタジオ出身でアミューズに所属していた、実在の北海道のローカルタレント「雪ん子」（本田加奈、松尾百香）をモデルにしたタイアップ漫画である。

## あらすじ
札幌に住む中学2年生・加奈。憧れのアイドル・相模原充にどうすれば近付けるんだろう?と思いあぐねていた。そんな時、ひょんなことからテレビリポーター募集のポスターが目に付く。その面接会場であるテレビ局で、加奈は、同い年の少女・百香と出会う。

## 後日談
漫画が『ちゃお』に掲載された後、モデルとなった本物の「雪ん子」が『ちゃお』の東京でのイベントに出演した。これを機に全国展開も考えていたようだが、結局は実現せず、「雪ん子」は2枚のシングルのみで活動休止状態となった。同時期にアクターズスクール広島からデビューしたPerfumeとは対照的な結果に終わった。
なお、彼女たちが夢見た「北海道のローカルタレントの全国展開」は、演劇集団TEAM-NACS（特にそのメンバーの一人である大泉洋 ）によって果たされることになる。TEAM NACSの所属するCREATIVE OFFICE CUEが「雪ん子」の所属していたアミューズと業務提携を結ぶのは、漫画連載の終わった4年後にあたる2004年のことであった。

## 書誌情報
- 五十嵐かおる『雪ん子!!』小学館〈ちゃおフラワーコミックス〉2001年1月発売[1]、ISBN 4-09-135231-6、全1巻
  - 読切「運命の恋しましょ」「メイク・ミー・HAPPY」「LOVE FLOWER」「きみだけの天使」が併録。